# Schizotrema agglutinanta
Schizotrema agglutinanta is een zeekommasoort uit de familie van de Nannastacidae. De wetenschappelijke naam van de soort is voor het eerst geldig gepubliceerd in 1971 door Bacescu.